# Debora (voornaam)
Debora is een Hebreeuwse meisjesnaam. Debora betekent "honingbij" of "de ijverige".
De naam kan ook voorkomen in de vorm "Deborah", zoals het gebruikelijk is in het Hebreeuws, en kan soms zijn afgekort tot "Debbie".

## Bekende naamdraagsters
- Debora (persoon), een richteres uit de Bijbel
- Deborah Harry, zangeres van Blondie